# 王桂琛
王桂琛（?—?），山東省青州府諸城縣人，清朝政治人物、同進士出身。
光緒九年（1883年），参加癸未科殿試，登進士三甲16名。同年五月，著以内阁中书。